# Vrablovec
| \| \| |
|       |

|  |

| \| \| |
|       |

|  |

Vrablovec (deutsch Wrablowetz) ist eine anteilig zur Gemeinde Ludgeřovice (Ludgerstal) bzw. Stadt Hlučín (Hultschin) gehörige Siedlung in Tschechien. Sie liegt drei Kilometer südöstlich des Stadtzentrums von Hlučín und gehört zum Okres Opava.

## Geographie
Das Straßendorf Vrablovec befindet sich am Nordrand des Ludgeřovický les (Ludgerstaler Wald) in der Hlučínská pahorkatina (Hultschiner Hügelland). Nördlich erhebt sich die Chmelnice (274 m. n.m.), im Süden der Hřib (Pilz; 321 m. n.m.).
Nachbarorte sind Markvartovice (Markersdorf) im Norden, Ludgeřovice (Ludgerstal) im Nordosten, Petřkovice (Petershofen) im Osten, Nový Dvůr (Neuhof) im Südosten, Lhotka (Ellguth-Hultschin) und Bobrovníky (Bobrownik) im Süden, Malánky (Malanken) im Südwesten, Jasénky (Jassenka) im Westen sowie Staré Rovniny (Rownin) und Darkovičky (Klein Darkowitz) im Nordwesten.

## Geschichte
Die Kolonie Wrablowetz entstand in der Mitte des 19. Jahrhunderts an der alten Straße von Hultschin nach Mährisch Ostrau, als Bergleute der Steinkohlengruben Anselm und Oskar bei Petrzkowitz und Dreifaltigkeit bei Ludgierzowitz an der Gemarkungsgrenze zwischen der Stadtgemeinde Hultschin und der Landgemeinde Ludgierzowitz Wohnhäuser errichteten. Erstmals schriftlich erwähnt wurde die Kolonie im Jahre 1856. Der überwiegende Teil der Häuser wurde auf Ludgierzowitzer Flur errichtet. 1885 lebten in der Kolonie 140 Personen. Im Jahre 1900 hatte die Kolonie Wrablowetz 217 Einwohner, 1910 waren es 253.
Aufgrund des Versailler Vertrages von 1919 wurde das Hultschiner Ländchen 1920 der Tschechoslowakei zugeschlagen und daraus der Okres Hlučín gebildet. Beim Zensus von 1921 wurde Vrablovec als eine zwischen den Gemeinden Hlučín und Ludgeřovice geteilte Häusergruppe ohne Ortsteilcharakter erfasst.
Nach dem Münchener Abkommen vom 29. September 1938 wurde Wrablowetz zusammen mit dem Hultschiner Ländchen vom Deutschen Reich besetzt. Die Kolonie gehörte nunmehr zum Landkreis Hultschin, der 1939 dem Landkreis Ratibor in der preußischen Provinz Schlesien eingegliedert wurde. Die vorgesehene Umbenennung von Wrablowetz in Sperlingsdorf wurde nicht mehr wirksam.
Nach dem Ende des Zweiten Weltkriegs kam Vrablovec wieder an die Tschechoslowakei zurück. Obwohl Vrablovec in der zweiten Hälfte des 20. Jahrhunderts eine signifikante Einwohnerzahl verzeichnete, die deutlich über die mancher Gemeinden hinausgeht, erlangte die Siedlung nie den Status eines Ortsteils. 1991 hatte Vrablovec 437 Einwohner (383 zu Ludgeřovice, 84 zu Hlučín); im Jahre 2001 waren es 502 (407 zu Ludgeřovice, 95 zu Hlučín).

## Ortsgliederung
Vrablovec gehört anteilig zur Gemeinde Ludgeřovice und zur Stadt Hlučín, wobei der westliche – Hlučíner – Anteil nur geringfügig ist. Beide Anteile bilden Grundsiedlungseinheiten ihrer jeweiligen Gemeinden.
Der Ludgeřovicer Anteil mit einer Fläche von 100 ha und 139 Häusern an der Straße Vrablovec hatte im Jahre 2011 446 Einwohner. Er ist Teil des Katastralbezirks Ludgeřovice.
Der Hlučíner Anteil mit einer Fläche vom 11 ha und ca. 20 Häusern an der Straße Rovniny hatte im Jahre 2011 99 Einwohner. Er ist Teil des Katastralbezirks Hlučín.

## Sehenswürdigkeiten
- Gedenkstein für die Gefallenen des Ersten Weltkrieges, geweiht 1930
- Wegkreuz

## Galerie

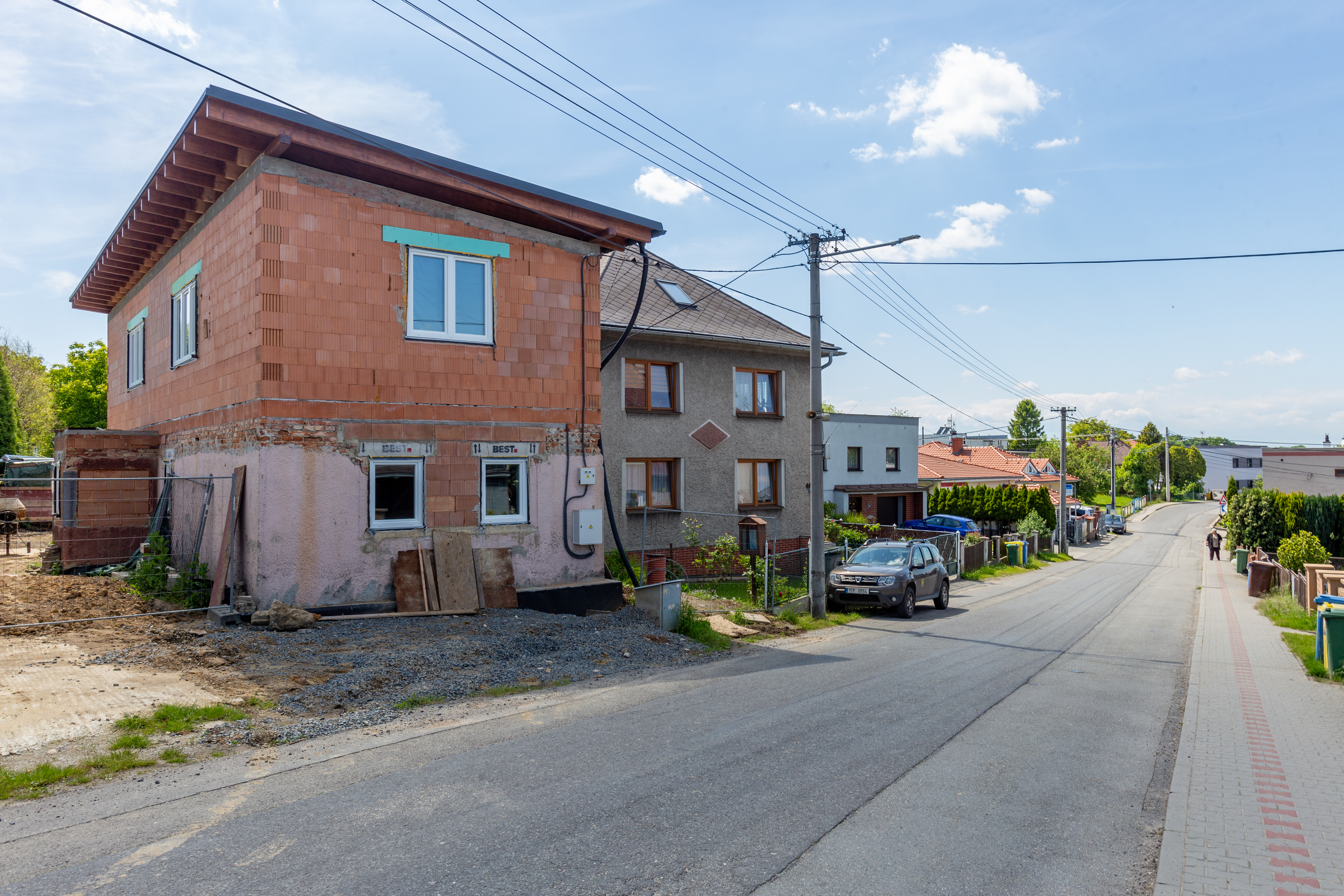
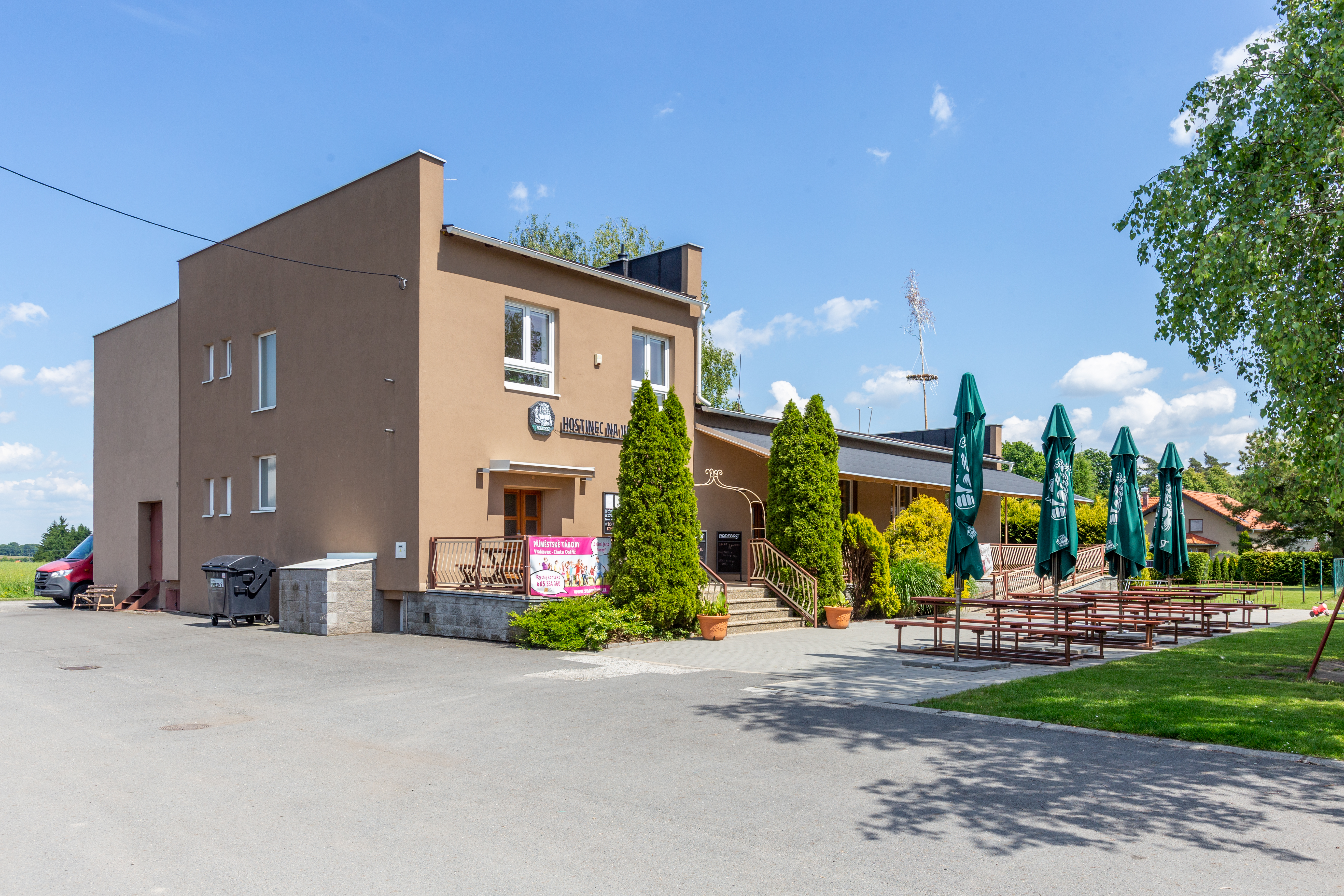
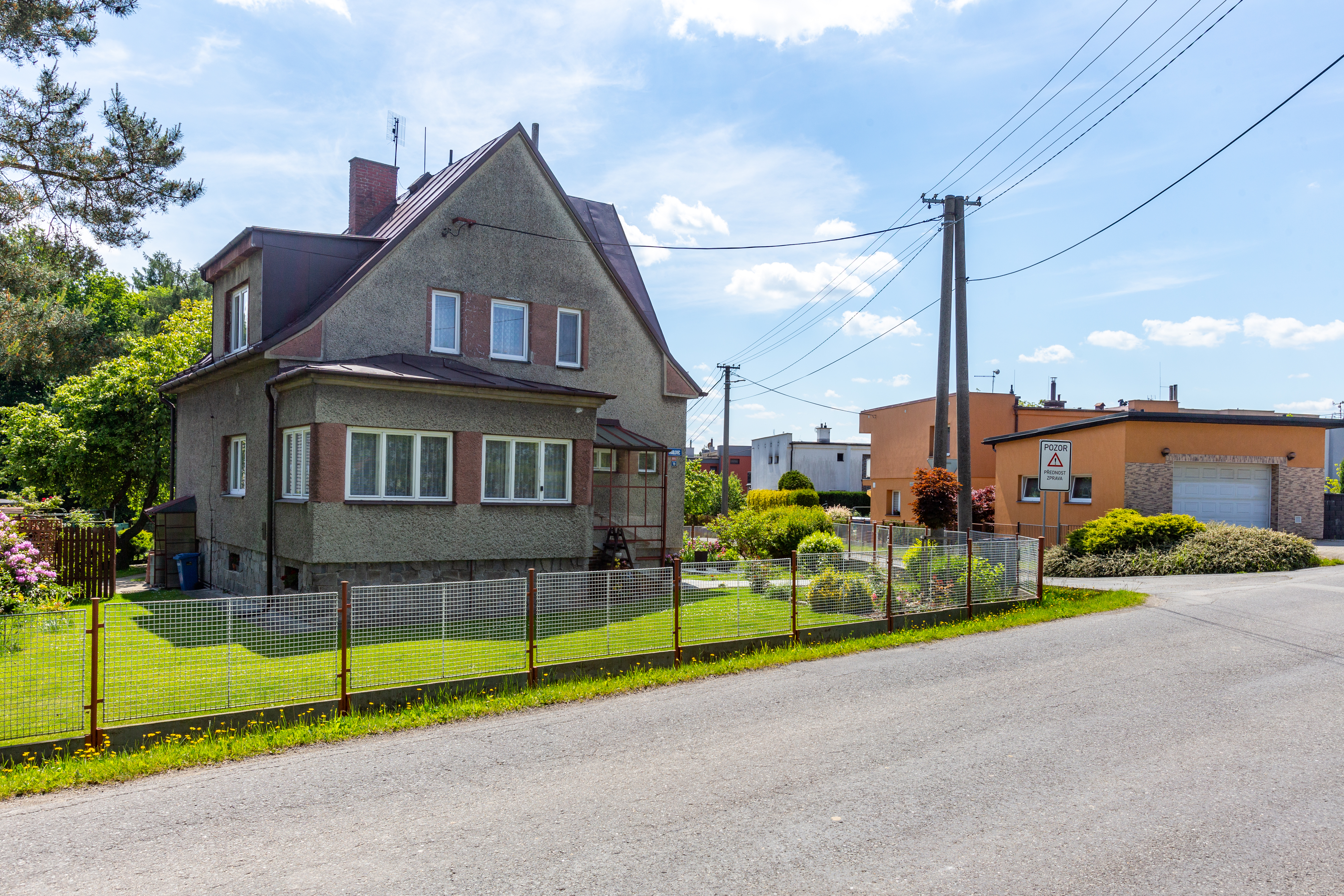
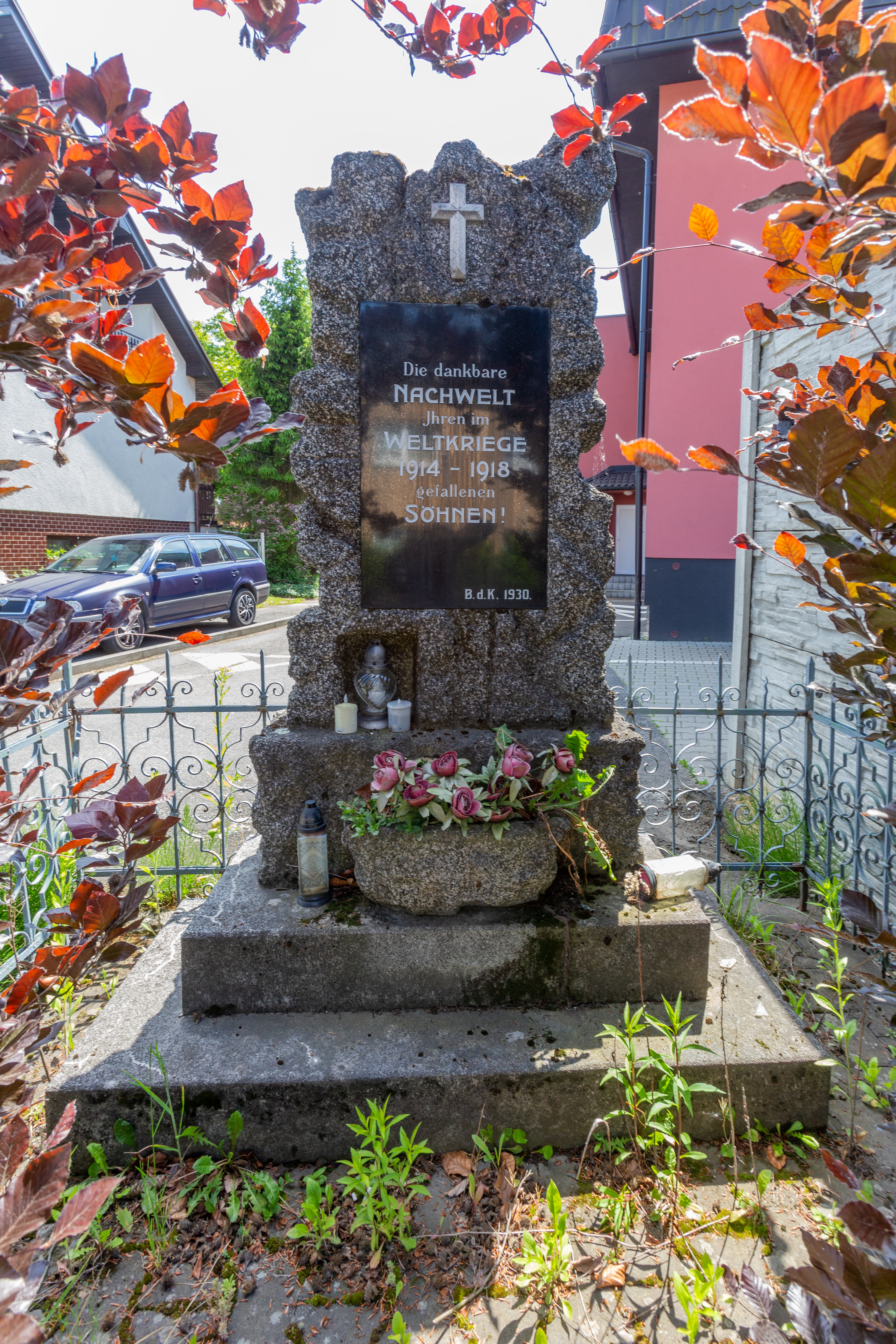
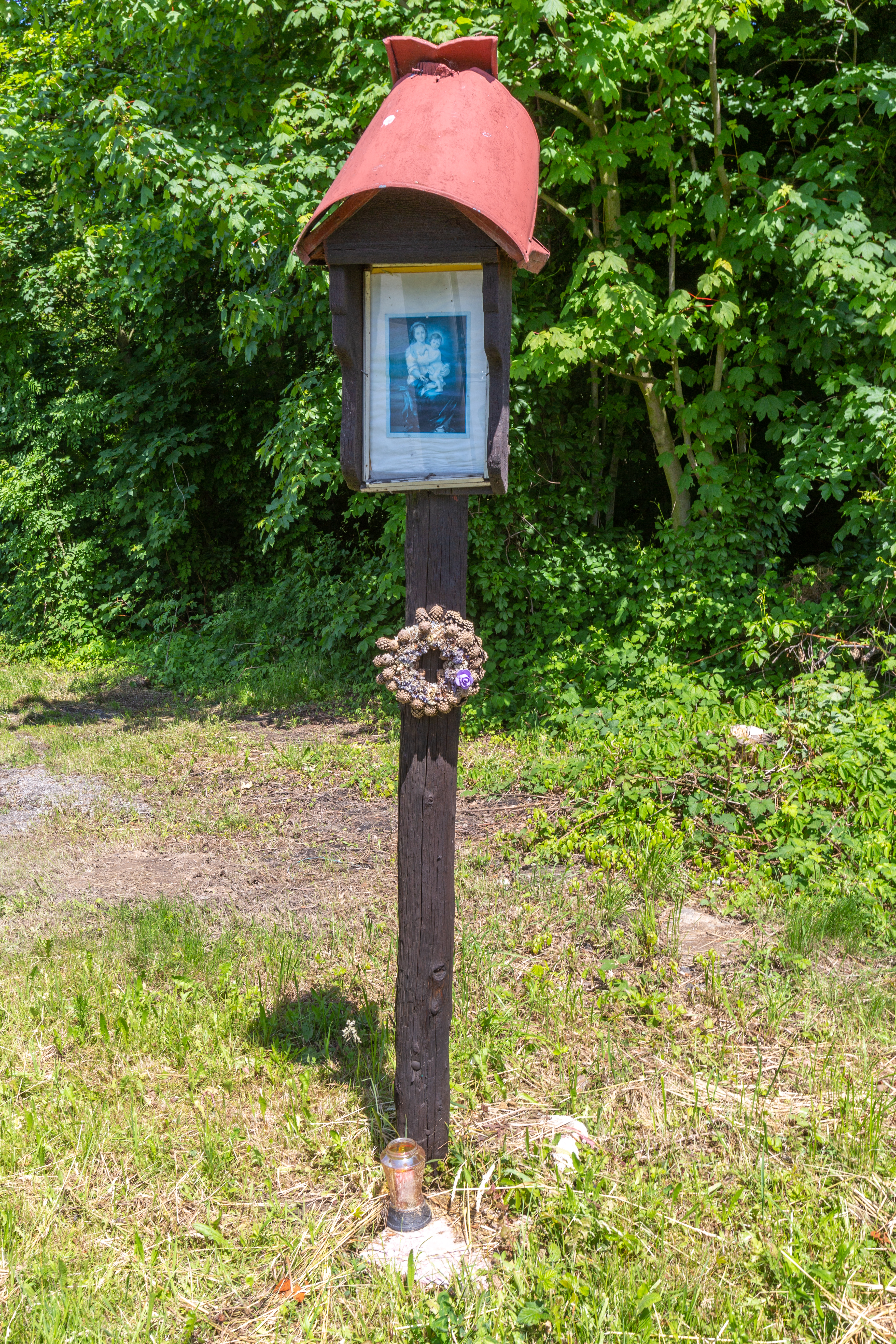